# قايدو كلاين
قايدو كلاين (بالإيطالية: Guido Klein)‏ (و. 1923 – م) هو لاعب كرة قدم، من إيطاليا، ولد في روما.